# Didi Drobna
Didi Drobna (geboren 31. Mai 1988 in Bratislava, damals Tschechoslowakei) ist eine österreichische Schriftstellerin.

## Leben
Didi Drobna zog 1991 mit ihren Eltern nach Österreich und lebt in Wien. Sie schloss die Schulbildung parallel in Wien und Bratislava ab. Drobna studierte Kommunikationswissenschaft und Germanistik an der Universität Wien und Sprachkunst an der Universität für angewandte Kunst. Sie arbeitet seither im Brotberuf als Öffentlichkeitsmanagerin in der IT-Branche.
Ihre literarische Arbeit wurde mit mehreren Stipendien und Literaturpreisen gefördert. Sie nahm 2018/19 einen Lehrauftrag an der Universität für angewandte Kunst wahr.

## Werke (Auswahl)
- Zwischen Schaumstoff. Roman. Hrsg. von Christa Stippinger. Ed. Exil, Wien 2014, ISBN 978-3-901899-65-2.
- Als die Kirche den Fluss überquerte. Roman. Piper, München 2018, ISBN 978-3-492-05920-6.
- Was bei uns bleibt. Roman. Piper, München 2021, ISBN 978-3-492-07052-2 (literarische Verarbeitung der Arbeit von Freiwilligen und Zwangsarbeiterinnen in der Munitionsfabrik Hirtenberger in Hirtenberg, einer der Außenstellen des KZ Mauthausen).[1]
- Ostblockherz. Roman. Piper, München 2025, ISBN 978-3-492-07280-9.

## Auszeichnungen
- 2016: Floriana Literaturpreis (3. Preis)[2]